# Перти (река, впадает в Панозеро)
Перти (устар. Прокольская) — река в России, протекает в Карелии. Впадает в Панозеро. Длина реки — 32 км, площадь водосборного бассейна — 152 км².
Высота устья — 120,0 м над уровнем моря.
К бассейну Перти относится озеро Рагуозеро.

## Данные водного реестра
По данным государственного водного реестра России относится к Баренцево-Беломорскому бассейновому округу, водохозяйственный участок реки — Сегежа до Сегозерского гидроузла, включая озеро Сег-озеро. Речной бассейн реки — бассейны рек Кольского полуострова и Карелии, впадает в Белое море.